# Atlante UTN
Atlante de la Universidad Tecnológico de Neza (UTN) – meksykański klub piłkarski z siedzibą w mieście Nezahualcóyotl, w stanie Distrito Federal.

## Historia
Po sezonie 1986/1987 zespół Correcaminos UAT kupił licencję pierwszoligowego klubu Deportivo Neza, co oznaczało, że miasto Nezahualcóyotl pozostało bez własnego klubu piłkarskiego. W konsekwencji w 1988 roku została założona drużyna Potros Neza, która prowadzona przez szkoleniowca Víctora Manuela Vuceticha przystąpiła do rozgrywek drugoligowych. Już w debiutanckich rozgrywkach, 1988/1989, ekipa zwyciężyła w Segunda División po pokonaniu w finale klubu Atlético Yucatán. To zaowocowało awansem Potros do pierwszej ligi – Primera División – do której zespół ostatecznie nie przystąpił, gdyż sprzedał swoją licencję drużynie Tiburones Rojos de Veracruz, po czym został rozwiązany.
Klub został reaktywowany przed sezonem 2004/2005, jednak już jako filia pierwszoligowego Atlante FC pod nazwą Atlante Potros Neza. Po roku gry w drugiej lidze ekipa Potros po raz kolejny sprzedała licencję – tym razem drużynie Tampico Madero FC, po czym przystąpiła do rywalizacji na czwartym szczeblu rozgrywek. Tam dwukrotnie dochodziła do finału ligi, jednak nie udało jej się awansować o klasę wyżej. W 2009 roku inna drużyna filialna Atlante – Potros Chetumal – została decyzją właściciela klubu, Grupo Pegaso, przeniesiona do miasta Nezahualcóyotl i zmieniła nazwę na Potros Neza, rozpoczynając grę w drugiej lidze.
Latem 2010 klub zmienił nazwę na Atlante UTN, pod którą występował na zapleczu najwyższej klasy rozgrywkowej w sezonie 2010/2011. Po upływie roku został rozwiązany, a jego miejsce zajęła drużyna Neza FC, zostając filią Monarcas Morelia.